# Camponotus limbiventris
Camponotus limbiventris är en myrart som beskrevs av Santschi 1911. Camponotus limbiventris ingår i släktet hästmyror, och familjen myror. Inga underarter finns listade.